# Aniruddha
Aniruddha ou Anirudh (Sânscrito अनिरुद्ध aniruddha), significando "descontrolado", "irrestrito" ou "sem obstáculos", "imparável", era o filho de Pradyumna e o neto de Krishna.